# Eihei-ji

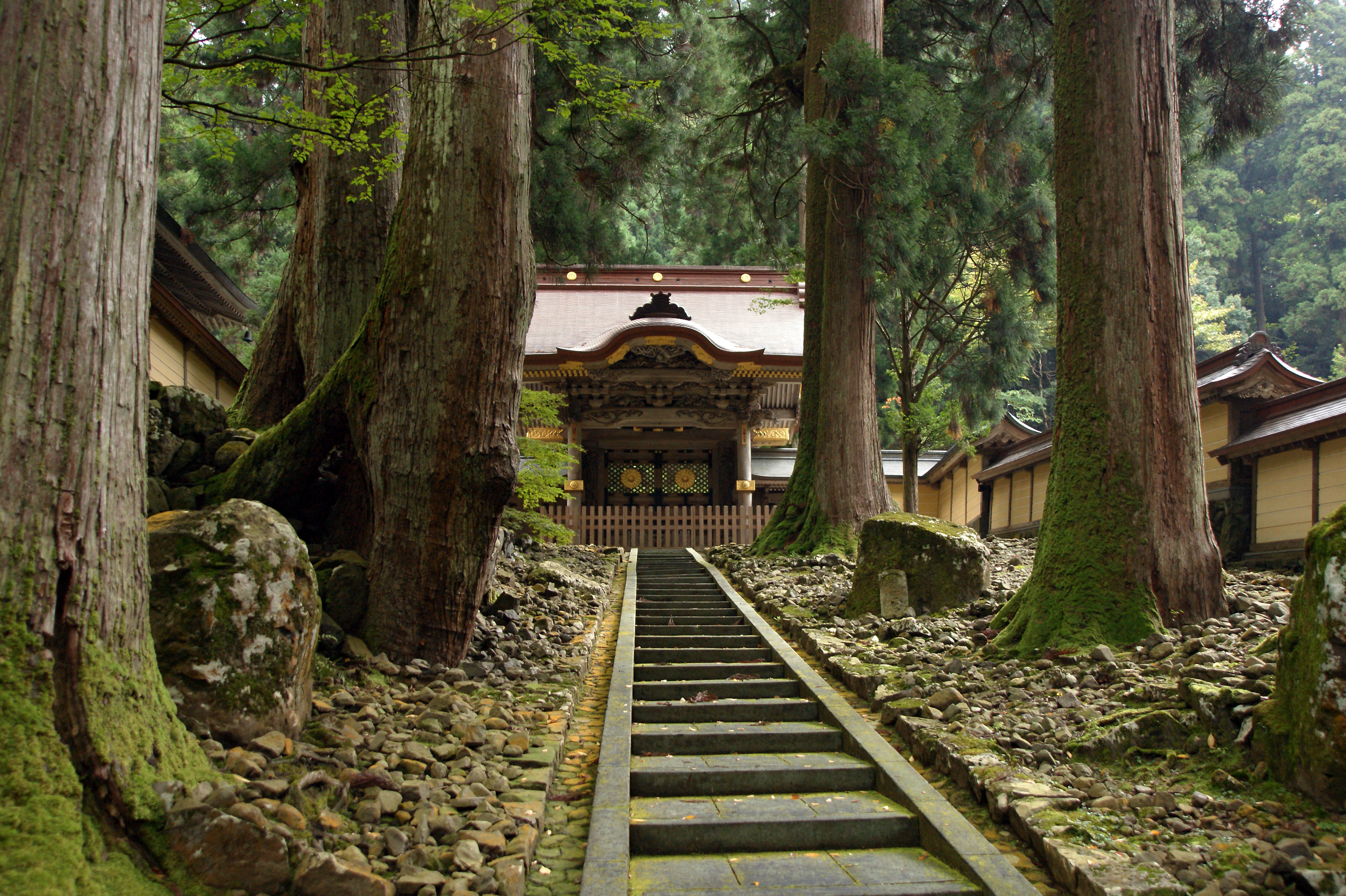
(10) Chokushi-mon (Ehrentor für kaiserliche Boten)

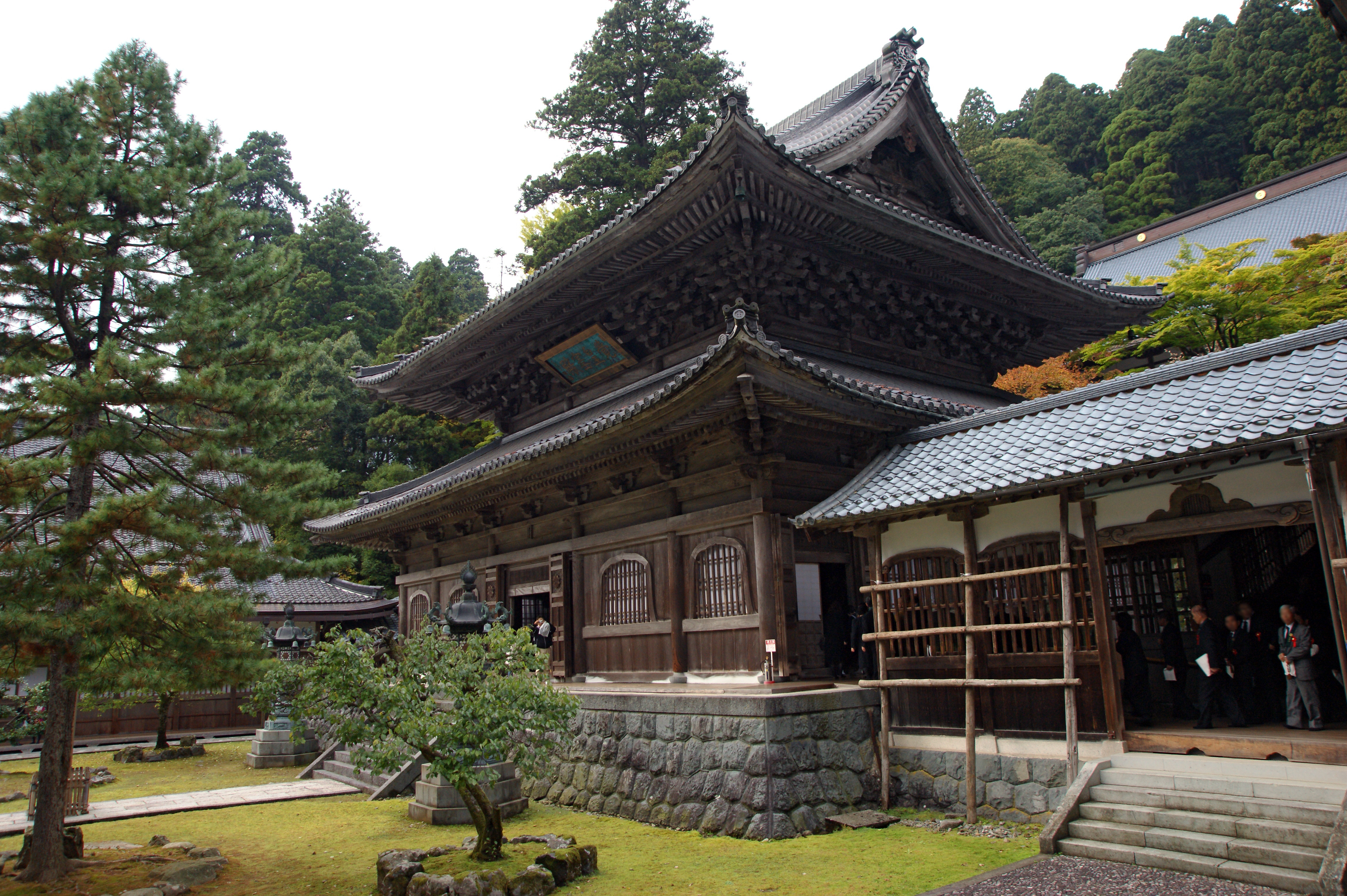
(2) Butsuden (Buddhahalle)

Eihei-ji (japanisch 永平寺; chinesisch 永平寺, Pinyin Yǒngpíng Sì, W.-G. Yung-p'ing Ssu; dt. etwa „Tempel des ewigen Friedens“) ist ein buddhistisches Kloster in Japan. Es ist wie Sojo-ji eines der beiden Hauptklöster in der Linie des Sōtō-Zen und wurde 1243 von Dōgen in der damaligen Provinz Echizen, der heutigen Präfektur Fukui, gegründet. Der Bau der ersten Anlage wurde 1244 beendet und firmierte unter dem Namen Daibutsu-ji (大仏寺; dt. etwa „Tempel des großen Buddha“). 1246 wurde die Anlage dann in Eihei-ji umbenannt, zugleich der Name der Gemeinde (Eiheiji (Fukui)) in dessen Bereich der Tempel gegenwärtig seinen Sitz hat.

## Geschichte
Zur Zeit des Klosterstifters ging man davon aus, dass der Buddhismus in der Ära Yongping (永平,  Yǒngpíng,  Yung-p'ing) in der Zeit der Han-Dynastie nach China importiert worden sei. Meister Dōgen wollte damit zum Ausdruck bringen, dass er im Gegensatz zu den in Japan schon lange etablierten Schulen wie der Tendai-Schule oder Shingon-Schule nun den wahrhaftigen Buddhismus in Japan etablieren würde.
Die bis heute von den Zentren Japans weit entfernte Lage sollte Dōgen als Schild gegen die immer stärker werdenden Anfeindungen von Seiten der buddhistischen Tendai-Schule dienen. Allerdings sorgte die versteckte Lage auch dafür, dass der Eihei-ji über die Jahre immer weiter in Vergessenheit geriet, bis er im Jahre 1473 bei Nachfolgestreitigkeiten vollständig zerstört wurde. Erst im späten 16. Jahrhundert setzte eine Rückbesinnung auf den japanischen Stifter der Sōtō-Schule und damit auf den von ihm gegründeten Tempel ein und es kam zum vollständigen Wiederaufbau des Tempels.

## Die Anlage

Karte der Anlage

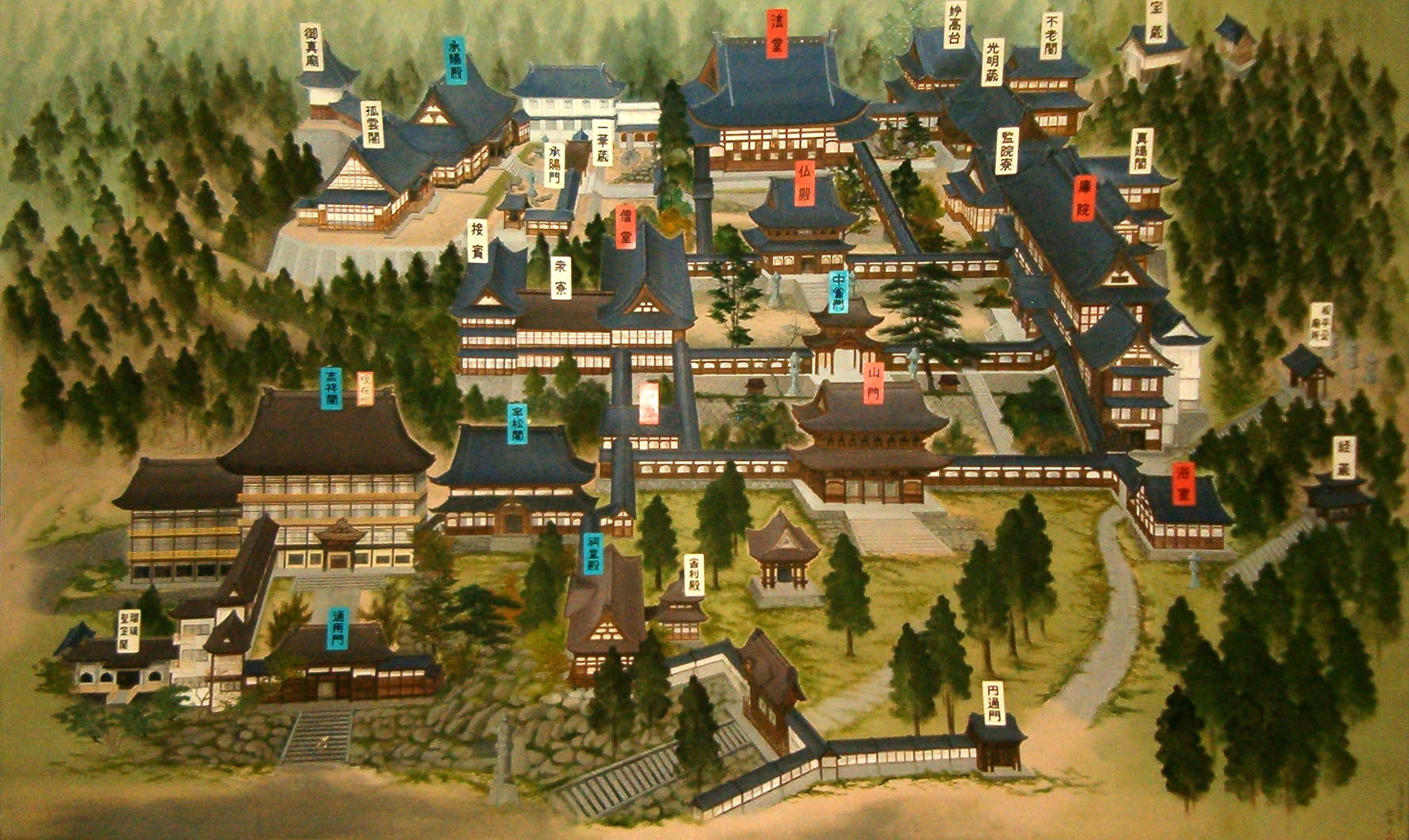
Für das Original dieser Karte des Eihei-ji benötigte ein Priester in 4,5 Jahre

Die am Berghang gelegene Tempel-Anlage (七堂伽藍, shichidō garan) richtet sich nach der Zen-Tradition. So finden wir (1) das Haupttor (1), die Buddhahalle (2), die Gebetshalle (3), die Meditationshalle (4), den Speisesaal (5), das Bad (6) und die Toilette (7). Die Gebäude im Einzelnen:
1. Das Haupttor (山門, Sammon), zweistöckig ausgeführt, stammt von 1749 und ist damit das älteste erhaltene Gebäude. An den Seiten sind im Inneren die Vier Himmelskönige (四天王, Shitennō) aufgestellt. Im oberen Stockwerk werden die 500 Rakan (羅漢) verehrt.
2. Die Buddhahalle (仏殿, Butsuden) ist der Mittelpunkt der Anlage. Aufgestellt sind für die Gegenwart Shakamuni, gegenüber links Amida für die Vergangenheit und rechts Miroku für die Zukunft. Die derzeitige Halle wurde 1902 erbaut.
3. In der Gebetshalle (法堂, Hattō) ist eine Kannon aufgestellt. Die derzeitige Halle stammt von 1843 und ist 18 ken breit und 14 ken[2] tief.
4. Die Mönchshalle (僧堂, Sōdō) wird auch Zen-Meditationshalle (座禅堂, Zazendō) oder Wolkenhalle (雲堂, Undō) genannt. Verehrt wird dort Monju Bosatu. Die Meditationshalle dient den Mönchen des Tempels ebenfalls als Speisesaal. Die derzeitige Halle stammt von 1902 und ist im Stil des Südlichen Song gebaut. Ihre Maße (Breite × Tiefe) sind 14 × 11 ken.
5. Der Küchentrakt (大庫院, Daikuin) wurde 1930 erbaut. Er hat ein Kellergeschoss und drei Geschosse über der Erde. Es wird ausschließlich vegetarisches Essen zubereitet. Es handelt sich dabei um kein Refektorium im klassischen Sinn, da in diesem Gebäude nicht gespeist wird. Gegessen wird im Sōdō. Die Fläche der Räume beträgt zusammen 750 Tsubo = 2250 m².
6. Das Bad (浴室, Yokushitsu) ist eine der drei Stätten, wo nicht gesprochen wird.
7. Die Toilette (東司, Tōsu) ist ein weiterer Ort, wo nicht gesprochen wird. (Der dritte Ort ist das Sōdō).

Zu den weiteren Gebäuden von allgemeinem Interesse gehören:
- Der Glockenturm (鐘楼, Shōrō) wurde im Stil der Kamakura-Zeit 1963 neu errichtet. Die Große Glocke (大梵鐘, Ōbonshō) wird viermal am Tage geläutet. Sie hat eine Öffnung von 1,5 m, eine Höhe von 3 m und wiegt Tonnen.
- Gedächtnishalle für die Äbte (承陽殿, Jōyōden)
- Gast- und Übungshalle für Laien (傘松閣, Sanshōkaku)
- Gedächtnishalle für Laien (祠堂殿, Shidōden)
- Reliquienhalle (舎利殿, Shariden)
- Zen-Halle (禅堂, Zendō)
- Große Andachtshalle (大講堂, Daikōdō)
- Mittleres Sperlingtor (中雀門, Chūjaku-mon) ist das kleine Tor zwischen Sammon und Butsuden. Es stammt aus dem Jahre 1852.
- „Tor im chinesischen Stil“ (唐門, Kara-mon), auch „Ehrentor für kaiserliche Boten“ (勅使門, Chokushi-mon) genannt.

## Bildauswahl

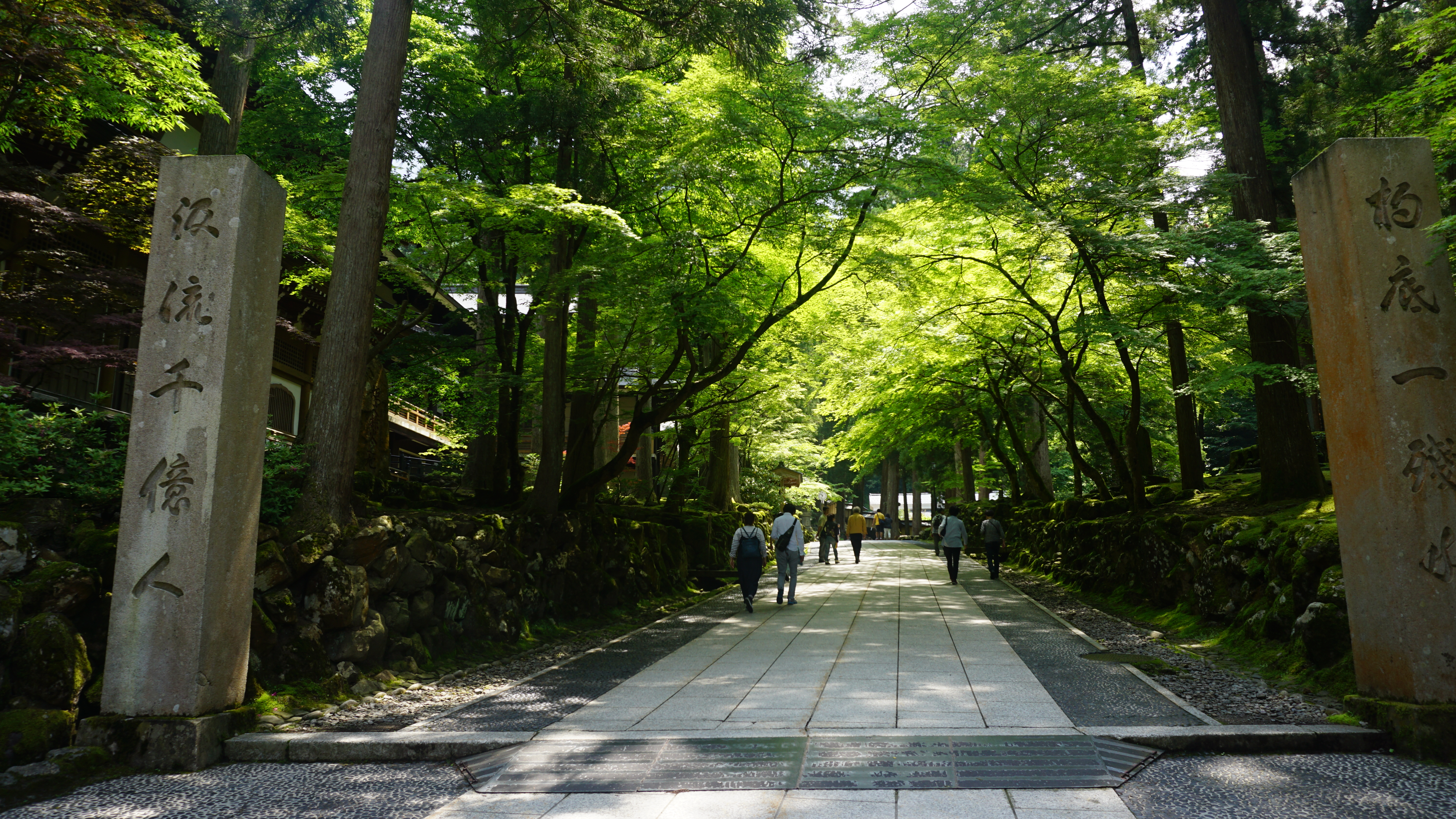
(1) Sanmon (Haupteingang)
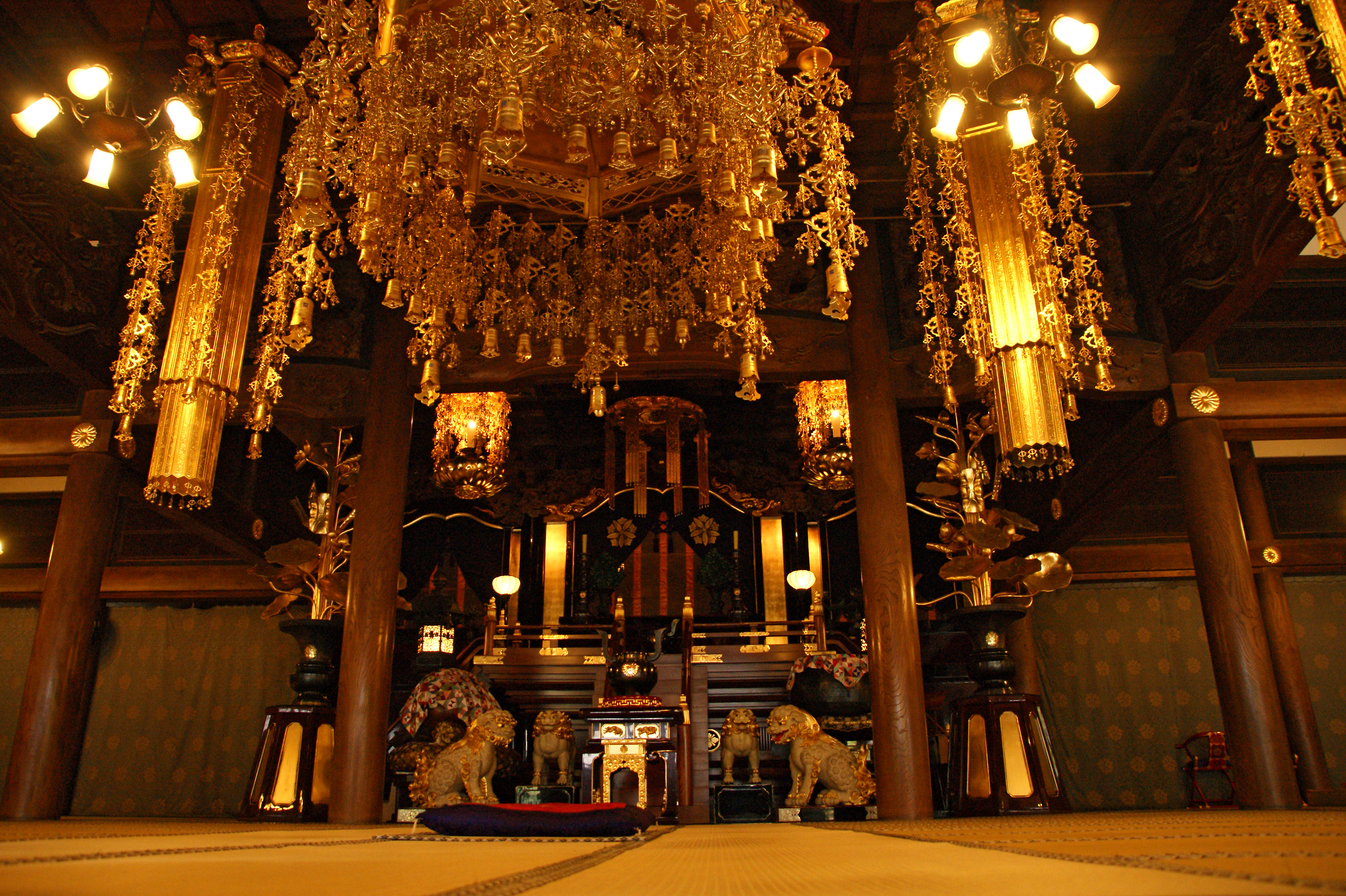
(3) Hatto (Dharma Halle)
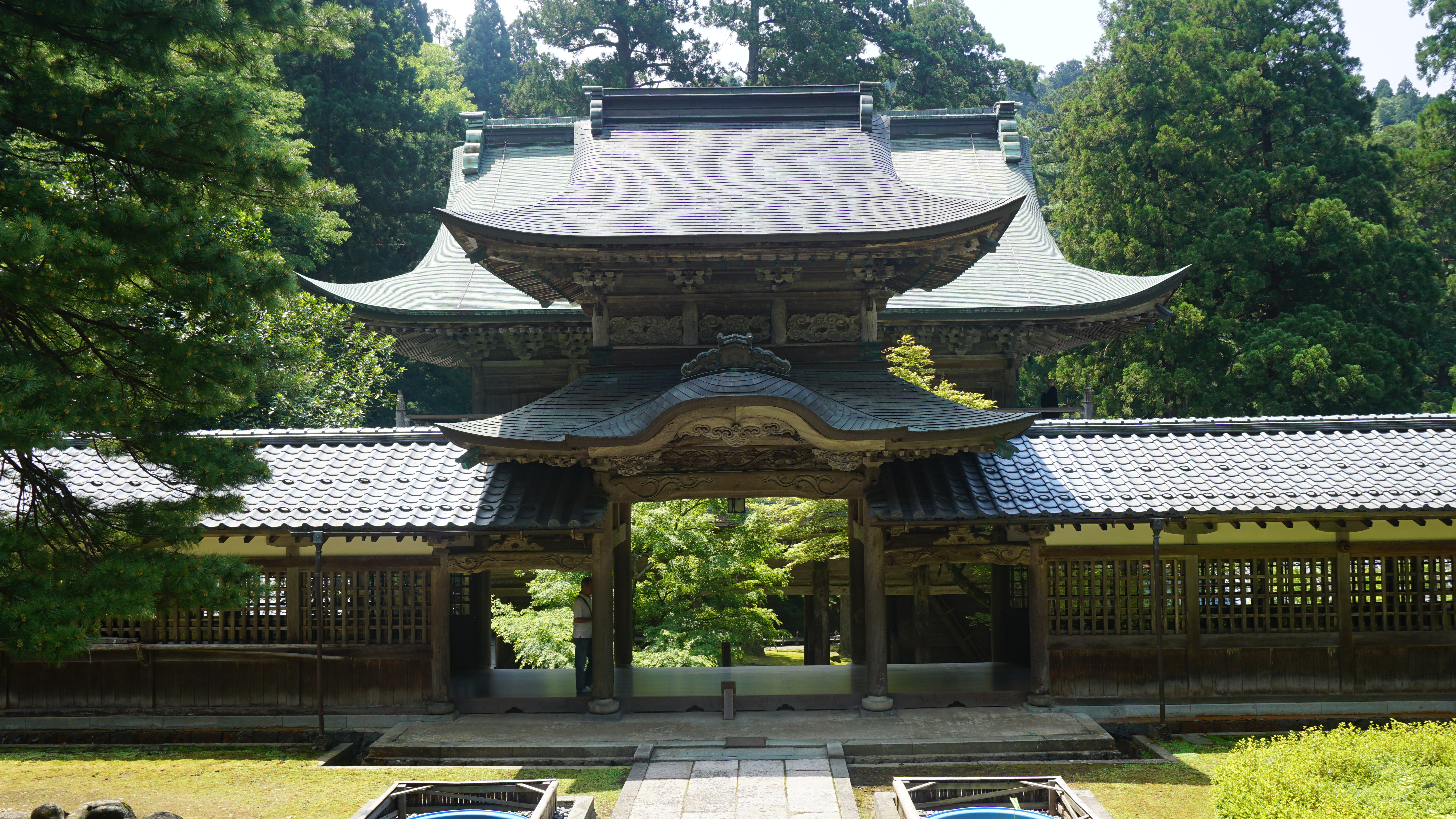
Sakamon Tor
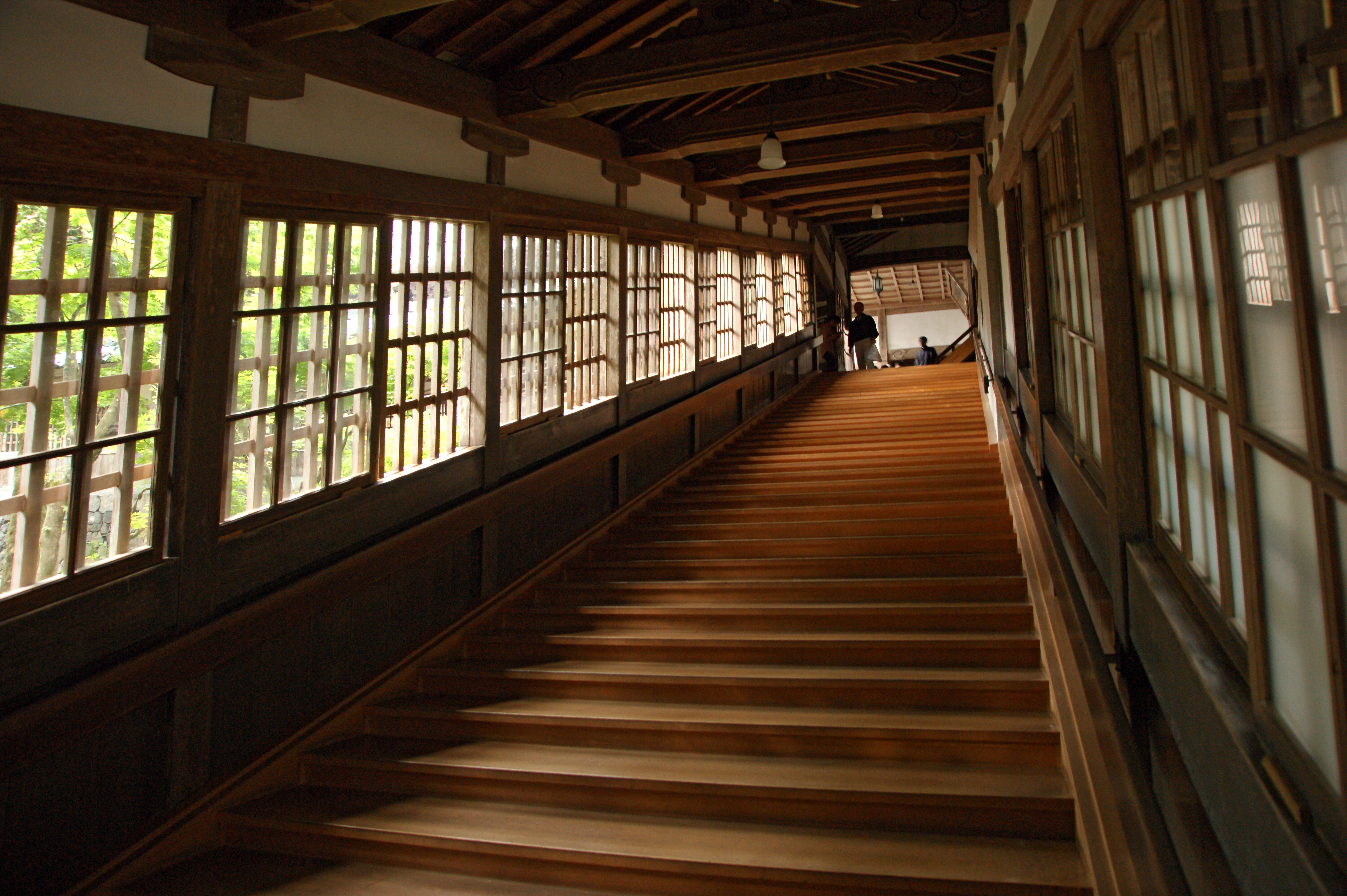
Einer der überdachten Korridore
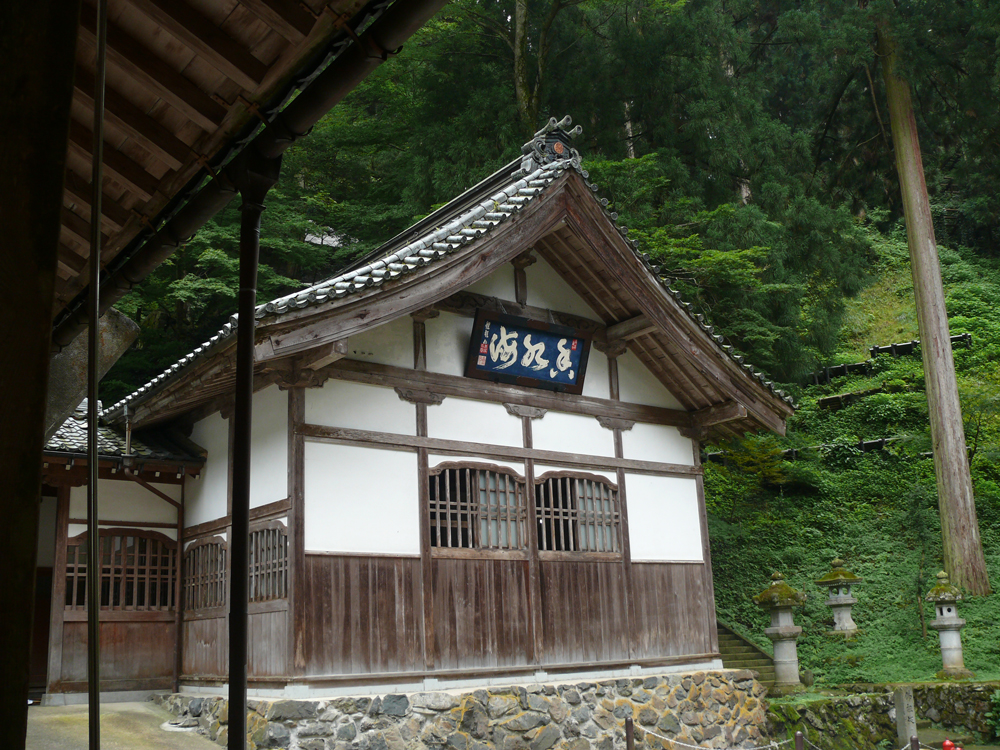
(6) Yokushitsu (Bad)
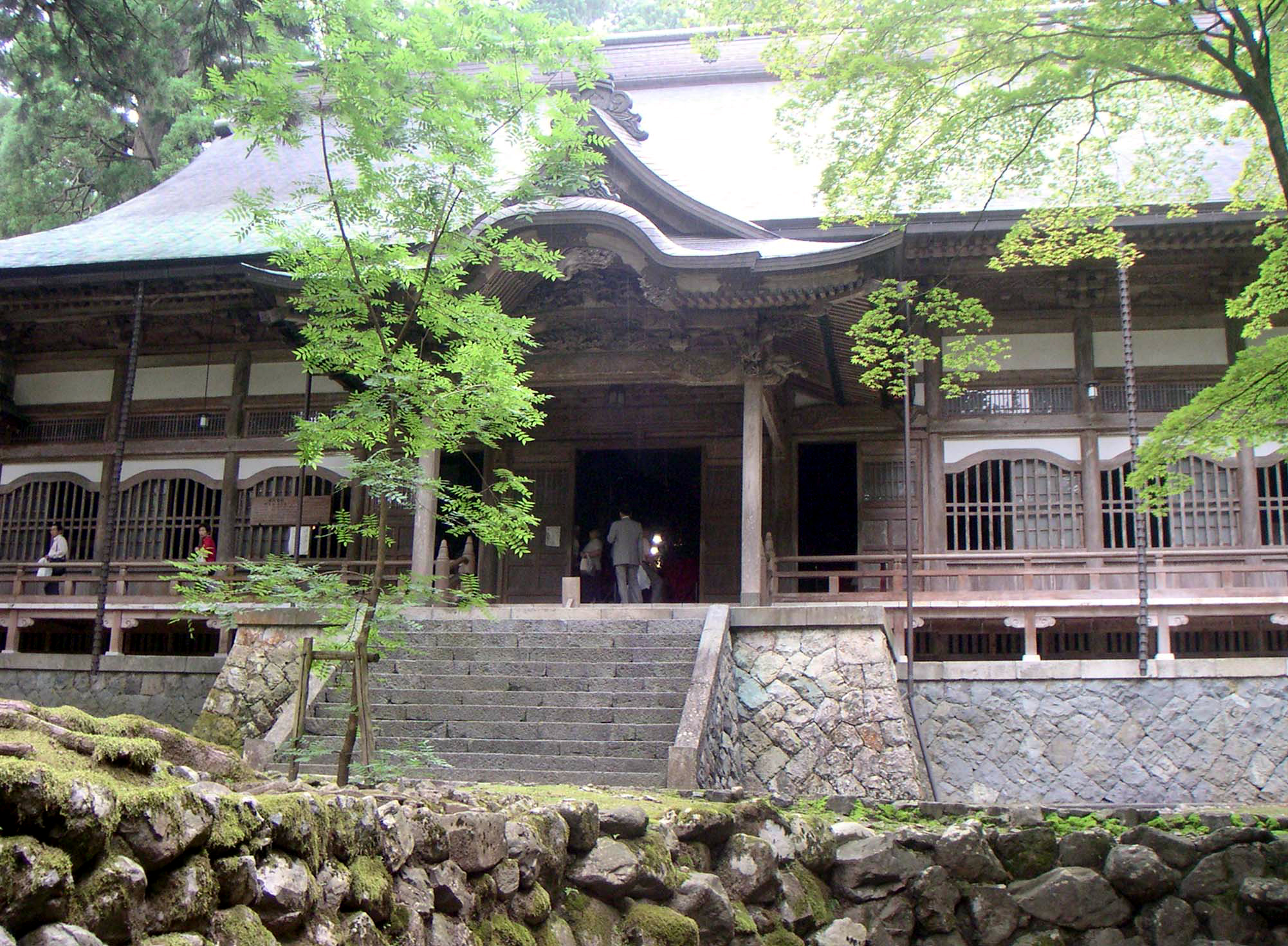
(12) Shidoden (Gedächtnishalle für Laien)